# تشدومير راديتش
تشدومير راديتش هو لاعب كرة قدم بوسني في مركز حراسة المرمى، ولد في 6 يناير 1993 في بيلينا في البوسنة والهرسك. لعب مع نادي ميتالاك.

## وصلات خارجية
- تشدومير راديتش على موقع قاعدة بيانات كرة القدم.إي يو (الإنجليزية)
- تشدومير راديتش على موقع Soccerway.com (الإنجليزية)